# دایهاتسو لیزا
دایهاتسو لیزا (Daihatsu Leeza) خودرویی است که در سال‌های ۱۹۸۶ تا ۱۹۹۲توسط دایهاتسوتولید شده‌است.
این خودرو در کلاس خودرو کی قرار گرفته، طراحی آن خودروهای موتور جلو-محور جلو بوده است.
موتور آن ۶۵۹ سی‌سی سیستم جعبه‌دندهٔ آن به دو صورت خودکار و دستی است.